# Mehmed IV
Mehmed IV, soprannominato Avcı, "il cacciatore" (محمد الرابع in turco ottomano; Istanbul, 2 gennaio 1642 – Edirne, 6 gennaio 1693), fu sultano dell'Impero ottomano dal 1648 al 1687.

## Biografia
Figlio del sultano Ibrahim I (1640-1648) e della sua BaşHaseki, Turhan Hatice Sultan, poco dopo la sua nascita i genitori ebbero una violenta lite, ed Ibrahim infuriato strappò Mehmed dalle braccia della madre e lo gettò in una piscina. Fortunatamente, il neonato venne salvato. Mehmed IV era noto con il soprannome di Avcı, "il cacciatore", poiché passava gran parte del proprio tempo a caccia.
Il suo regno è degno di nota per una breve ripresa delle fortune ottomane, sotto la guida del famoso Gran Visir Mehmet Köprülü. Köprülü riconquistò le isole dell'Egeo dai Veneziani e combatté numerose campagne. Il suo intervento in Transilvania (1663) tuttavia determinò la guerra austro-turca (1663-1664) nella quale il suo successore, e figlio, Köprülü Fazil Ahmet fu sconfitto da Raimondo Montecuccoli nella battaglia di Mogersdorf, che pose fine alla guerra (pace di Eisenburg).
Quando, nel 1667, Mehmed IV si alleò con i Cosacchi di Petro Doroshenko, sembrò che la Sublime porta fosse vicina ad estendere il proprio dominio sulla Podolia e sull'Ucraina. Ma questa alleanza era molto sgradita alla maggioranza dei cosacchi, dei polacchi e dei russi, tanto che questi ultimi, il 19 settembre 1676, arrestarono Doroshenko e lo deportarono a Mosca.
A questo periodo risalgono le vittoriose battaglie dei cosacchi dello Zaporož'e (che erano sempre rimasti fedeli ai russi) contro Mehmed IV ed il famosissimo episodio dello "scambio epistolare" con quest'ultimo. Il fatto rimase ben scolpito nella memoria della gente dell'Ucraina e della Russia tanto da colpire la fantasia del grande pittore Il'ja Efimovič Repin che dedicò ben dodici anni della sua vita per completare un imponente quadro dedicato all'evento: I cosacchi dello Zaporož'e scrivono una lettera al sultano di Turchia.
Il successivo Visir, Kara Mustafa, si dimostrò meno capace. Nel 1683 l'Impero ottomano, scaduto il termine di 20 anni previsto dal trattato di pace di Eisenburg, dichiarò nuovamente guerra all'Austria. Appoggiando la rivolta ungherese guidata da Imre Thököly contro il dominio imperiale, Kara Mustafa marciò alla testa di un imponente esercito attraverso l'Ungheria e giunse ad assediare Vienna. Sulle colline di Kahlenberg, presso la capitale austriaca, però, gli Ottomani vennero ripetutamente sconfitti dalle forze imperiali guidate da Carlo V, duca di Lorena, e da quelle polacche del re Giovanni III Sobieski (1674-1696).
Kara Mustafa venne fatto strangolare a Belgrado da Mehmed IV e la sua testa venne posta su una colonna all'esterno del Palazzo di Edirne ma ciò non fu sufficiente per il sultano per salvare il trono: egli venne deposto e imprigionato ad Edirne, vicino alle sue riserve di caccia favorite (1687). Il regno di Mehmed IV è importante perché con esso si concluse formalmente l'epoca in cui i sultani ottomani erano di fatto i veri reggitori dell'impero: nel 1656 egli cedette i suoi poteri esecutivi al visir Mehmed Köprülü, inaugurando in questo modo l'era in cui i Gran Visir erano il vero potere dietro il trono di Istanbul.

## Famiglia

### Consorti
Mehmed IV aveva una Haseki Sultan e un gran numero di concubine secondarie. 
Tuttavia, la quasi o totale mancanza di informazioni su queste, ad eccezione della sua Haseki Gülnuş Sultan, unica con cui sembra esistere un legame sentimentale, insieme al relativamente basso numero di figli, di cui la metà avuti con la stessa Gülnuş, ha fatto sospettare diversi storici che alcune possano non essere mai esistite, ma siano frutto di errori nel trascrivere il nome di Gülnuş, o dell'erroneo "sdoppiare" di concubine con doppio nome in due persone diverse. 
Le consorti note di Mehmed IV sono:
- Emetullah Rabia Gülnuş Sultan. Di origine greca, il suo vero nome era Evmania Voria. Fu la prima concubina di Mehmed IV e la più amata, la sua Haseki e madre di due sultani. Divenne particolarmente famosa per i suoi numerosi viaggi, accompagnando prima il sultano e poi i due figli ovunque andassero. La moschea Yeni Valide venne costruita in suo onore dal figlio Ahmed III.
- Afife Hatun. Detta anche Afife Kadın, era la seconda favorita di Mehmed e una poetessa. Durante il periodo di confinamento nel Palazzo Vecchio dopo la deposizione di Mehmed IV, scrisse versi dedicati al suo dolore e a quello di Gülnuş, la quale "urlava fino a ferirsi i polmoni", mentre Mehmed, nella sua stanza, piangeva per non poterla consolare. Anche Mehmed le dedicò alcune poesie.
- Gülnar Hatun. Detta anche Gülnar Kadın. La sua esistenza è controversa, con alcuni storici che hanno ipotizzato possa essere la stessa Gülnuş, il cui nome venne trascritto male da alcuni.
- Nevruz Hatun. Detta anche Nevruz Kadın, fondò una scuola nel quartiere della Süleymaniye.
- Güneş Hatun. La sua esistenza è controversa, con alcuni storici che hanno ipotizzato possa essere la stessa Gülnuş, il cui nome venne trascritto male da alcuni.
- Gülbeyaz Hatun. Madre di una figlia, secondo le cronache venne uccisa per gelosia da Gülnuş, che la scaraventò giù da una scogliera, o fatta da lei uccidere per strangolamento. La sua esistenza è controversa.
- Hatice Hatun. Venne uccisa o fatta uccidere da "Güneş Hatun" (la stessa Gülnuş secondo alcuni storici). La sua esistenza è controversa.
- Cihanşah Hatun.
- Dürriye Hatun.
- Kaniye Hatun.
- Rukiye Hatun.
- Siyavuş Hatun.
- Rabia Hatun. Chiamata anche Rabia Kadin. Esistenza incerta, era una poetessa. Potrebbe essere uno pseudonimo di Afife Hatun.

### Figli
Mehmed IV aveva almeno quattro figli:
- Mustafa II (Edirne, 6 febbraio 1664 - Costantinopoli, 29 dicembre 1703) - con Gülnuş Sultan. Fu il 22º Sultano dell'Impero ottomano.
- Ahmed III (Bulgaria, 31 dicembre 1673 - Costantinopoli, 1 luglio 1736) - con Gülnuş Sultan. Fu il primo sultano a nascere fuori dalla Turchia dopo Solimano I. Divenne il 23º Sultano dell'Impero ottomano, salendo al trono dopo la deposizione di suo fratello.
- Şehzade Bayezid (Edirne, dicembre 1678 - Edirne, gennaio 1679). Sepolto nel mausoleo Mustafa I nella moschea Hagia Sofia.
- Şehzade Süleyman (Edirne, 13 febbraio 1681 - Edirne, ?). Morto infante.

### Figlie
Mehmed IV aveva almeno otto figlie:
- Hatice Sultan (Edirne o Costantinopoli, circa 1660 - Edirne, 5 luglio 1743) - con Gülnuş Sultan. Si sposò due volte ed ebbe cinque figli e una figlia. Fu una delle sultane ottomane più longeve.
- Ümmi Sultan. Morì infante.
- Fülane Sultan (Edirne, 1668? - ?). Sposò Kasım Mustafa Paşah, governatore di Edirne, nel 1687.
- Ayşe Sultan (Edirne o Costantinopoli, inizio 1673 circa - Costantinopoli, c. 1676) - con Gülnuş Sultan. Soprannominata Küçük Sultan, ovvero "piccola principessa". All'età di due anni venne promessa in sposa a Kara Mustafa Paşah, ma la bambina morì prima che il matrimonio potesse essere celebrato.
- Ümmügülsüm Sultan (Costantinopoli, circa 1677 - Costantinopoli, 9 maggio 1720) - con Gülnuş Sultan. Chiamata anche Ümmi Sultan o Gülsüm Sultan. Era la nipote preferita di suo zio Ahmed II, che dopo la deposizione del padre la trattò come figlia sua, tanto da tenerla a corte con sé, a differenza delle sorelle. Si sposò una volta ed ebbe tre figlie. Venne sepolta nella Moschea Yeni Cami.
- Fatma Emetullah Sultan (Edirne o Costantinopoli, circa 1679 - 13 dicembre 1700) - con Gülnuş Sultan. Si sposò due volte ed ebbe due figlie.
- Fülane Sultan (Edirne, ? - ?) - presunta figlia con Gülbeyaz Hatun.
- Gevherhan Sultan (Edirne, ? - ?). Chiamata anche Gevher Sultan.